# Ла Пира, Джорджо
Джорджо Ла Пира (итал. Giorgio La Pira; 9 января 1904, Поццалло, Рагуза, Сицилия — 5 ноября 1977, Флоренция) — итальянский политик, терциарий Доминиканского ордена, мэр Флоренции (1951—1957, 1960—1964).

## Биография
Родился в Поццалло (провинция Рагуза на Сицилии) в семье Гаэтано Ла Пира и Анджелы Оккипинти (Angela Occhipinti), старший из шестерых детей. В 1914—1922 годах жил и учился в Мессине — в 1921 году получил среднее специальное образование в бухгалтерии, в 1922 году сдал экзамены по программе классического лицея и поступил на юридический факультет Мессинского университета. В 1926 году переехал во Флоренцию вслед за своим научным руководителем, профессором Эмилио Бетти, в 1933 году защитил диплом по римскому праву. В 1934 году получил кафедру римского права во Флорентийском университете, основал организацию Messa di San Procolo для материальной и духовной помощи бедным.
В 1939 году Ла Пира основал журнал Principi, закрытый фашистскими властями. В 1943 году скрывался от полиции в окрестностях Сиены, затем в Риме. В 1945 году избран депутатом Учредительного собрания, в 1949 году стал статс-секретарём Министерства труда. В 1951 и 1956 годах избирался мэром Флоренции, в 1958 году избран в Палату депутатов. В 1960—1964 годах вновь был мэром Флоренции, возглавляя левоцентристскую коалицию. В 1967—1975 годах Ла Пира возглавлял Всемирную федерацию объединённых городов, в 1976 году — вновь избран в Палату депутатов.
Умер 5 ноября 1977 года во Флоренции.

## Миротворческая деятельность

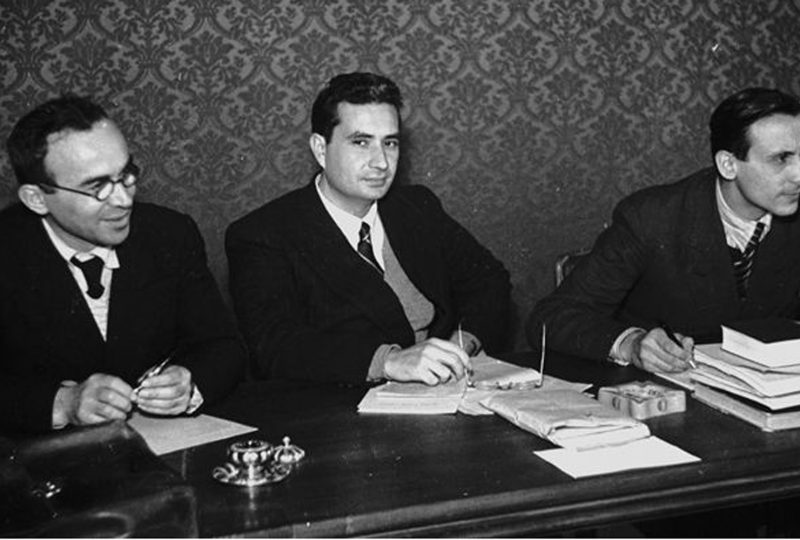
Ла Пира с Альдо Моро

В 1952 году Ла Пира организовал Первую международную конференцию за мир и христианскую цивилизацию. С этого началась уникальная для западного политика деятельность, направленная на содействие систематическим контактам между представителями всех стран. С 1958 года он иниировал Средиземноморские коллоквиумы, на которых, среди прочего, встречались арабские и израильские участники. В 1959 году Ла Пира совершил поездку в Москву, где выступал (после одобрения папы, но не министра иностранных дел Италии) перед депутатами Верховного Совета СССР в защиту разрядки и разоружения. На пике кризиса между США и СССР ему удалось созвать во Флоренции девятую сессию Круглого стола «Восток-Запад» и принять Алексея Аджубея. 
В 1965 году совершил поездку в Ханой (с остановками в Варшаве, Москве и Пекине) и встретился с Хо Ши Мином, добиваясь прекращения Вьетнамской войны. В 1967 году Ла Пира был избран президентом Всемирной федерации объединённых городов. После Шестидневной войны он посетил Израиль и Египет. Осенью 1971 года он отправился в Чили по приглашению Сальвадора Альенде, предлагая левому чилийскому президенту посредничество с умеренными представителями Христианско-демократической партии, чтобы остановить тенденции, разрывавшие страну. После военного переворота 11 сентября 1973 года активно осуждал репрессии, отправив Аугусто Пиночету телеграмму с предупреждением: «Помните божественное предостережение. Тот, кто поднимет меч, от меча и погибнет».

## Взгляды
Ещё на Сицилии Ла Пира подружился с Сальваторе Квазимодо и Сальваторе Пульятти, восхищался творчеством Габриэле Д’Аннунцио, читал русских писателей, в том числе Достоевского. В 1921—1922 годах Ла Пира пережил тяжёлый духовный кризис, который подтолкнул его к религиозным поискам. Он горячо принял «Историю Христа» Джованни Папини, читал «Деяния» Мориса Блонделя, а также таких классических французских философов, как Блез Паскаль и Шатобриан. Большую роль в ознакомлении Ла Пира с христианской традицией сыграл священник дон Мариано, брат преподавателя Джорджо в Мессинском университете, профессора Рамполло. На Пасху 1924 года Ла Пира впервые причастился, и позднее считал именно этот эпизод моментом своего «обращения». Большое влияние на него также оказали координатор Конгрегации приютов иезуит С. Галло и ассистент Итальянской католической университетской федерации (FUCI) монсеньор Бенсайя. В 1925 году Ла Пира вступил в Мирское братство Святого Доминика — подразделение «Доминиканской семьи» наряду с монашеским орденом.

## Наследие

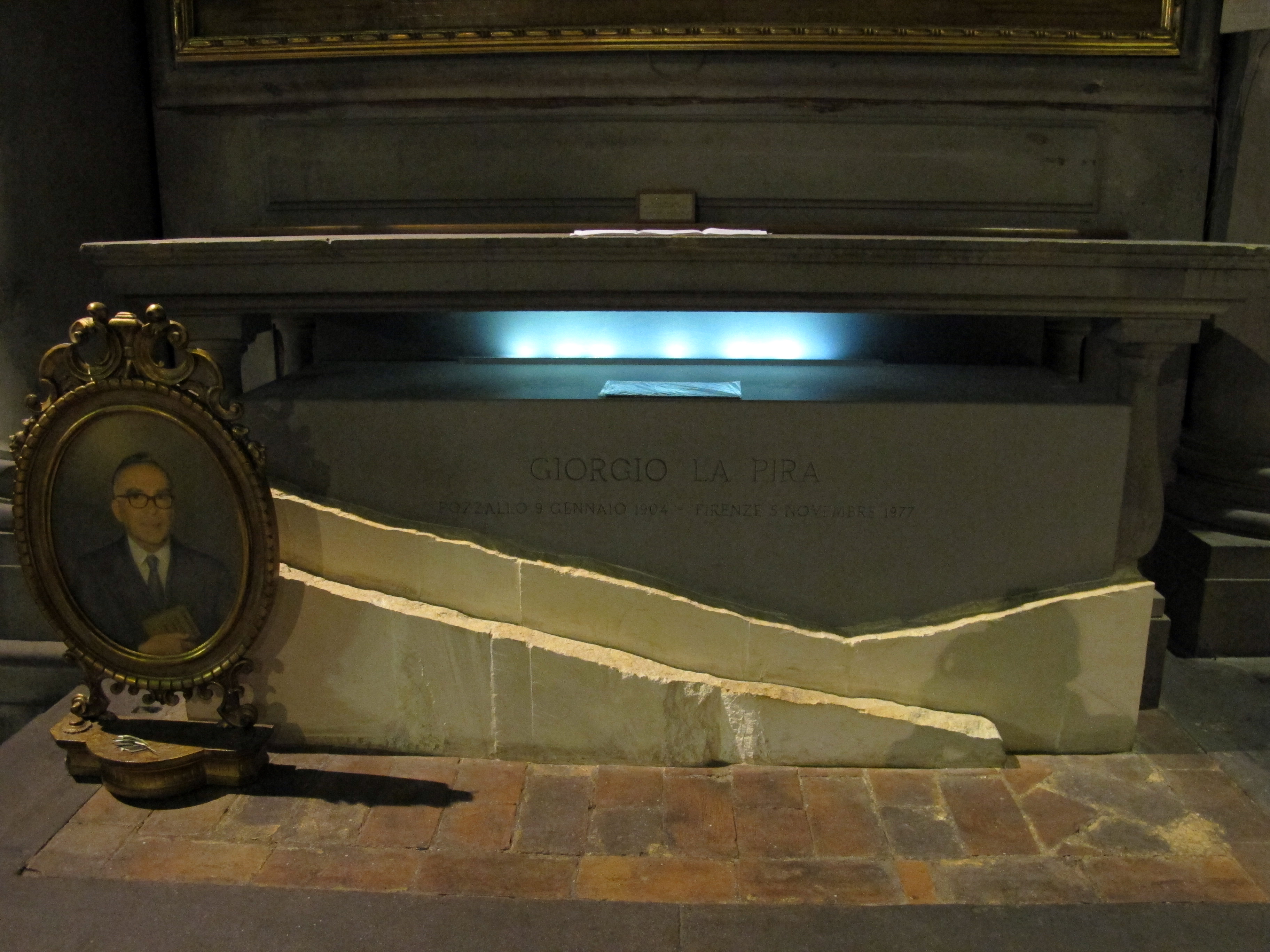
Могила Джорджо Ла Пира в базилике Святого Марка во Флоренции.

Ла Пира входил в подкомиссию по вопросам прав и обязанностей граждан «комиссии семидесяти пяти» Учредительного собрания и участвовал в выработке текста республиканской Конституции, в том числе добиваясь упоминания имени Божьего в преамбуле. На основе исторического компромисса Ла Пира с Пальмиро Тольятти был согласован текст 7-й статьи Конституции о статусе католической церкви.
Роль Джорджо Ла Пира как миротворца получила широкое признание. Он встречался с Н. С. Хрущёвым, Джоном Кеннеди, Насером и Шарлем де Голлем, переписывался с организацией «Сёстры уединения» (Sisters of Seclusion). Наследие Ла Пира сохранялось годы после его смерти — в 1984 году Москву посетила многочисленная делегация итальянских католиков, представлявших молодёжную организацию «Друзья Джорджо Ла Пиры». Имя Джорджо Ла Пира носят улицы во Флоренции, в Рагузе, Бари.
9 января 1986 года архиепископ Флоренции кардинал Пьованелли официально провозгласил в базилике Святого Марка начало процедуры беатификации Джорджо Ла Пира. 4 апреля 2005 года архиепископ Флоренции кардинал Антонелли объявил о завершении сбора свидетельств в пользу беатификации и канонизации Ла Пира и об отправке собранных документов в Конгрегацию по канонизации святых. 5 ноября 2007 года по инициативе этой Конгрегации останки Джорджо Ла Пира были перенесены в базилику Святого Марка, при этом торжественную службу проводил префект Конгрегации кардинал Сарайва Мартинш.